# Plaza de Isabel II (Madrid)

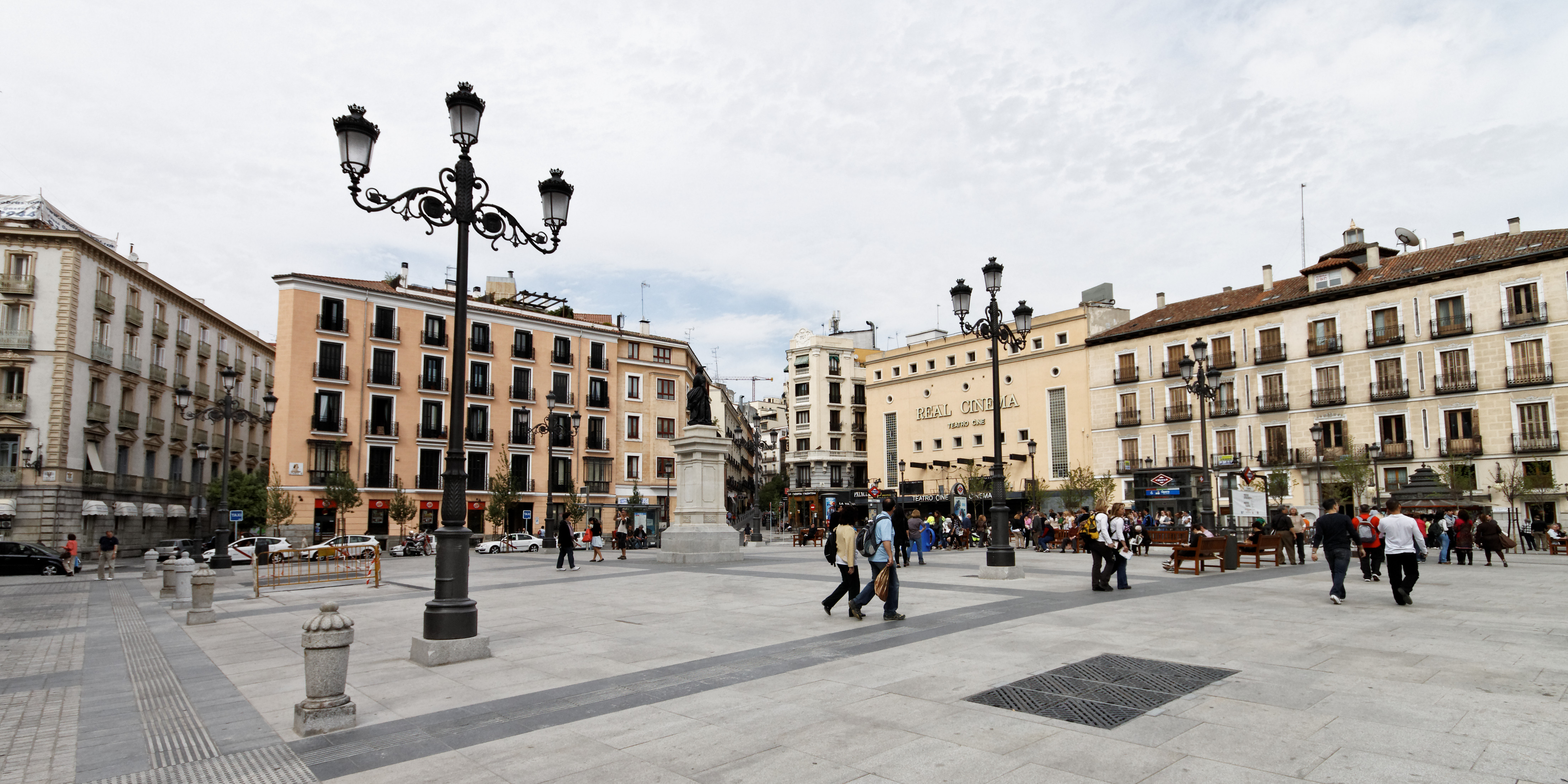
La plaza de Ópera, tras la remodelación de 2011.

La plaza de Isabel II (más conocida como plaza de Ópera) es un espacio abierto entre los barrios de Sol y Palacio, del distrito centro de Madrid. Confluyen en ella la calle del Arenal procedente de la Puerta del Sol, y las vías menores dedicadas a Arrieta, Campomanes, Caños del Peral, Escalinata y Vergara. Formada rellenando el barranco creado por el arroyo del Arenal y las fuentes de los caños del Peral, la plaza ocupa parte del solar en el que entre 1738 y 1817 estuvo el antiguo Teatro de los Caños del Peral.

## Historia
En la Edad Media, el barranco formado por el arroyo del Arenal, sirvió de foso defensivo natural, en el límite de la muralla cristiana, que abría allí la Puerta de Valnadú o Balnadú, y de la que se conservan algunos restos en las vías adyacentes, como los lienzos y torreón de la calle de la Escalinata. Entre los siglos xv y xviii este espacio fue conocido como "los caños del Peral," y según otros autores como fuente del Arrabal.

Fachada del Teatro Real - Plaza de Opera

Tras la revolución de septiembre de 1868 se llamó Plaza de Prim, en homenaje al general Prim; aunque popularmente se conocía como "plaza del barranco" por la depresión formada por las vertientes de la calle del Arenal y la Costanilla de los Ángeles, cárcavas que se rellenaría durante el reinado de Isabel II al procederse a la construcción del Teatro Real, inaugurado el 10 de octubre de 1850, coincidiendo con el cumpleaños de la reina.
Ese mismo año de 1868 se colocó en el centro de la plaza la estatua de Isabel II, encargada y pagada por Manuel López Santaella, y obra de José Piquer y Duart. Un año después la estatua se desmontó del centro de la plaza y se colocó en el Teatro Real, hasta que en 1862 se colocó, en su lugar, una escultura alegórica de la Comedia, obra de Francisco Elías Vallejo. Sin embargo, Isabel II no regresó a la plaza hasta 1905.
Valentín Gutiérrez de Miguel en el diario La Voz del 3 de febrero de 1922 cuenta en amplio relato los hechos y vicisitudes de la estatua, los variados emplazamientos de la misma y los pedestales necesarios, así como la cicatería en las repetidas operaciones para costear las obras.

## Los caños del Peral

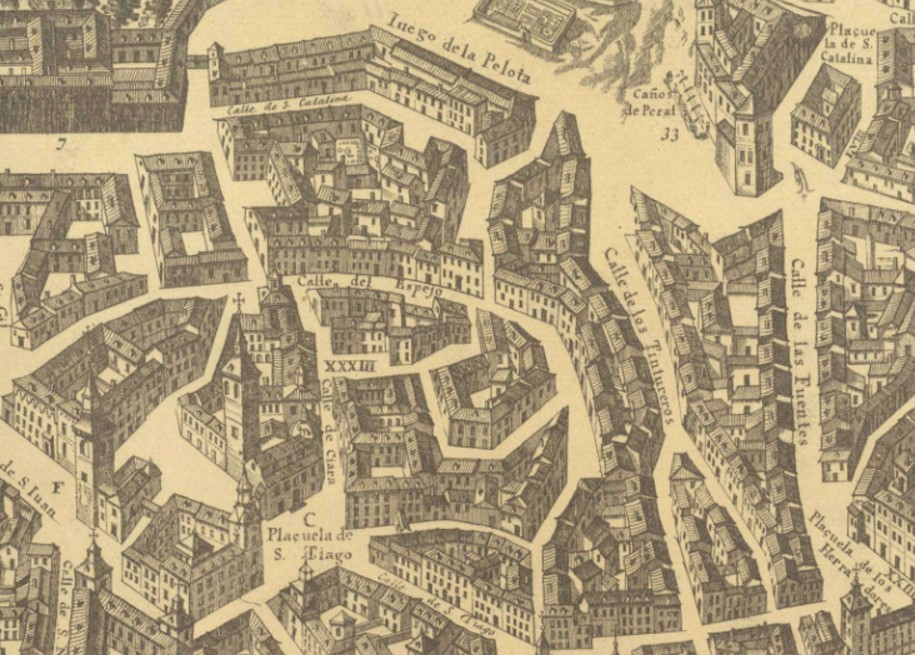
Detalle de la Topographia de la villa de Madrid descrita por Don Pedro Texeira (año 1656). En la parte superior derecha aparece representada la Fuente de los Caños del Peral, con el número 33

En el plano de Texeira (1656), aparece dibujada y rotulada como fuente de los Caños del Peral la que se abastecía de los primitivos manaderos y «qanats» medievales, desaparecida cuando a comienzos del siglo xix se urbanizó toda la zona, se rellenaron los terrenos del barranco del Arenal, y se explanó la primitiva plaza de Oriente, frente al Palacio Real. La primitiva fuente, que llegó a llenar un gran lavadero provisto de 57 pilas y otros caños de vecindad aledaños, reapareció en 1990 con las obras de remodelación de la línea 2 (estación de Ópera), que dejaron al descubierto interesantes restos arqueológicos de los viajes de agua de Madrid. Entre 2008 y 2011, el espacio se sometió a una nueva urbanización.

### En el cine
En 1980, fue evocador escenario de partida de la película Opera prima de Fernando Trueba.